# Yared Hagos
Yared Hagos (* 27. März 1983 in Stockholm) ist ein ehemaliger schwedischer Eishockeyspieler äthiopischer Abstammung, der im Verlauf seiner aktiven Karriere zwischen 1999 und 2017 unter anderem annähernd 550 Spiele für den AIK Solna, Timrå IK, Mora IK, HV71, Södertälje SK und Skellefteå AIK in der schwedischen Elitserien auf der Position des Centers bestritten hat. Darüber hinaus absolvierte Hagos weitere 120 Partien für die Kölner Haie und Krefeld Pinguine in der Deutschen Eishockey Liga (DEL).

## Karriere
Hagos verbrachte den letzten Teil seiner Zeit bei den Junioren im Nachwuchs des AIK Solna. Dort debütierte der Stürmer in der Saison 1999/2000 in der höchsten Juniorenspielklasse des Landes, in der J20 SuperElit. In der folgenden Spielzeit kam er im Verlauf der Playoffs zu seinem Profidebüt für den Hauptstadtklub in der Elitserien. Sein Talent führte dazu, dass er zunächst im NHL Entry Draft 2001 in der dritten Runde an 70. Stelle von den Dallas Stars aus der National Hockey League (NHL) ausgewählt wurde und ab der Saison 2001/02 bereits Stammspieler des AIK in der Elitserien war. Mit der Mannschaft stieg der 19-Jährige am Ende des Spieljahres allerdings in die zweitklassige Allsvenskan ab. Dort absolvierte er mit dem AIK die folgende Saison, ehe Hagos im Sommer 2003 zum Timrå IK zurück ins schwedische Eishockey-Oberhaus wechselte.
Nach zwei Jahren in Timrå erhielt der Schwede im Sommer 2005 einen NHL-Einstiegsvertrag von den Dallas Stars angeboten, woraufhin er Schweden in Richtung Nordamerika verließ. Hagos kam in den folgenden beiden Spielzeiten bis zum Sommer 2007 aber ausschließlich für Dallas’ Farmteam, die Iowa Stars, in der American Hockey League (AHL) zu Einsätzen. In der Folge kehrte der Angreifer in sein Heimatland zurück und war in der Folge über den Zeitraum von sechs Spielzeiten für den Mora IK, HV71, Södertälje SK, Skellefteå AIK und abermals Timrå IK in der Elitserien aktiv. Mit Skellefteå wurde er im Frühjahr 2011 Vizemeister.
Im Juli 2013 gaben die Kölner Haie aus der Deutschen Eishockey Liga (DEL) die Verpflichtung Hagos’ bekannt, der damit die Saison 2013/14 bei den Haien absolvierte und mit dem Team ebenfalls Vizemeister wurde. Dennoch kehrte er nach der Spielzeit im Sommer 2014 zu seinem Ausbildungsverein nach Stockholm zurück, der nach der zwischenzeitlichen Rückkehr in die Elitserien abermals der Allsvenskan angehörte. Der Offensivspieler blieb dort allerdings nur bis zum Januar 2015, bevor er wieder in die DEL wechselte und die Saison bei den Krefeld Pinguinen beendete. Hagos absolvierte daraufhin noch eine Saison in Krefeld. Die Spielzeit 2016/17 verbrachte der Schwede bei den Sheffield Steelers in der britischen Elite Ice Hockey League (EIHL). Nach dem Gewinn der Playoffrunde beendete der 34-Jährige im Sommer 2017 seine aktive Karriere.

### International
Mit den schwedischen Juniorennationalmannschaften nahm Hagos an der U18-Junioren-Weltmeisterschaft 2001 sowie den U20-Junioren-Weltmeisterschaften der Jahre 2002 und 2003 teil. Dabei sammelte der Stürmer in insgesamt 19 Spielen zwölf Scorerpunkte. Eine Medaille konnte er bei keinem der drei Turniere mit den Auswahlmannschaften gewinnen.

## Erfolge und Auszeichnungen
- 2011 Schwedischer Vizemeister mit dem Skellefteå AIK
- 2014 Deutscher Vizemeister mit den Kölner Haien
- 2017 EIHL-Playoffgewinn mit den Sheffield Steelers

## Karrierestatistik

### International
Vertrat Schweden bei:
- U18-Junioren-Weltmeisterschaft 2001
- U20-Junioren-Weltmeisterschaft 2002
- U20-Junioren-Weltmeisterschaft 2003

(Legende zur Spielerstatistik: Sp oder GP = absolvierte Spiele; T oder G = erzielte Tore; V oder A = erzielte Assists; Pkt oder Pts = erzielte Scorerpunkte; SM oder PIM = erhaltene Strafminuten; +/− = Plus/Minus-Bilanz; PP = erzielte Überzahltore; SH = erzielte Unterzahltore; GW = erzielte Siegtore; 1 Play-downs/Relegation; Kursiv: Statistik nicht vollständig)